# Бунтове на българи срещу османския кръвен данък
Бунтовете на българите срещу кръвния данък по време на османското владичество са противопоставяне със сила от българското население срещу отнемането и потурчването на децата им от османската власт с наложения от нея кръвен данък върху завладените християнски народи (на осм. тур.: ‏دوشيرمه, тур.: devşirme – девширме), произлизащ по азиатски от думата دوشيرمك‎, която означава „събиране на цветен нектар от пчелите“.

## Предистория
В края на XIV век, установявайки, че демографският капацитет на ислямското население в османската държава е напълно недостатъчен да осигури човешкия ресурс, нужен за завоевателната им военна експанзия, султан Мурад I, по предложение на Кара Рюстем, създава през 1365 г. Еничарски корпус (оджак) от потурчени нетурци по произход.
Първоначално се попълва от млади християни, заробени в хода на военните действия на Балканите и в Мала Азия. За легитимиране на кръвния данък е приложен текста на Сура 8 „Придобитото във война“, Знамение (стих) 41 от Корана гласящ: „... И знайте, че каквото и да придобиете във война, то една петина от него е за Аллах“…. От там произлиза и принципът на кръвния данък – всеки 5-и военнопленник или 1/5 от децата. След мащабните и разорителни военни действия за завладяването на българските земи и околните области, този източник на нередовни попълнения става недостатъчен и в края на XIV век на покорените християнски народи от България, а впоследствие и Босна, Унгария и Гърция до Украйна, Грузия и Армения е наложен кръвен данък като част от системата на тегобите, които завоевателят стоварва върху тях. Евреите са освободени от него. По-късно и гърците от Цариград, Одрин и Солун също.

В житието на св. Филотей събирането на деца се споменава като вече установен обичай през 1380 г., като се отнема 1 дете на всеки 10, 3 или дори на 2 християнски деца. В османските документи първите известни сведения за събиране на кръвен данък са от 1395 г. По времето на султан Баязид I е въведена редовната практика за насилственото му събиране, провеждано твърдо и неотменно чак до XVIII век. По сведения на францисканския монах Ф. Джорджиус от 1458 г. на всеки 5 години султанът събира християнски младежи до 20-годишна възраст. Съобразно султанските разпоредби за кръвния данък най-личните момчета от християнското население, на възраст от 8 до 20 години, са отнемани от родителите им, откарвани в създадените за това казарми в Бурса, Одрин и Цариград, обрязвани и потурчвани, след което повечето са давани да слугуват в турски семейства. Там се обучат в исляма, като целта е да забравят родните си обичаи и ценности и да приемат турските. След повторен подбор и военно обучение пригодните са зачислявани в Оджака на Еничарите, а останалите, негодни за войници, са продавани като роби. В султанските разпоредби е закрепен принципът:
| „ | „Кръвта се счита без стойност“ | “ |

При съпротива родителите на определените деца са екзекутирани на място.
За да предотвратят това, българите масово са криели момчетата си в гори и пещери, татуирали са им християнски кръст и дори ги осакатявали или обрязвали, защото разпоредбите са били да се вземат само най-здравите, силни, красиви и умни гяурски деца, като подмяната им с циганчета, просячета, непълноценни деца сурово се е наказвала. Родителите, за да запазят момчетата си, нерядко съвсем невръстни, дори 8 – 10 годишни, ги женели или плащали подкупи на чиновниците. Подкупът е запазена и до днес практика при набиране на войници в днешна Турция, където младежите от състоятелни семейства, за да избягнат службата в армията, могат да се откупят с пари от тази повинност.
Така или иначе численият състав на еничарския корпус от около 10 000 в края на XIV век нараства до 150 000 души през 1826 г., когато е закрит и на 14 юни повечето от тях са безжалостно избити по заповед на султана с топове и байонети.
Еничарската войска била основата на завоевателната армия и понасяла големи загуби в многобройните битки, но числиността ѝ се поддържала постоянно. Това ставало чрез кръвния данък. Част от взетите с него деца измирали още по пътя или после от тежестите на обучението, слугуването или от болести поради ориенталската хигиена, немалко други успявали да избягат и да се върнат към християнството и родителите си, срещу което има дори султански ферман, а трети съзнателно или не показвали, че не стават за войници, затова с кръвния данък винаги събирали няколкократно повече деца, отколкото наброявал самият корпус.
Изворите сочат, че първоначално установените правила не са се спазвали и кръвният данък се е събирал според нуждите и на по-малко от 5 години, като са взимани за потурчване не 1 от 5, а 1 от 3 деца или дори и 3-те, взимат се както 5-годишни деца, така и 22-годишни младежи. За мащабите на това целенасочено подборно обезкървяване на българския народ може да се съди по данните за 1515 г., когато от целия полуостров в Цариград и в Мала Азия са отведени общо 325 000 момчета.

## Бунтове срещу данъка

### Размирица в с. Меке
В 1564 г. жителите на с. Меке се вдигат, след като яябашията Дауд взел кръвен данък 7 деца от селото, успял да ги отведе от там до агата, където децата били подложени на сюнет. В това време българите от селото се организират за отпор. Те завардват кервана на еничарите, който отвежда децата им към Цариград и не само освобождават и връщат синовете си, но и ги пречистили от извършеното върху тях верско поругание, като тържествено ги кръстили отново на общо кръщене в черквата на селото.
Станалите събития са изложени от гледна точка на османската власт в заповедта на султан Сюлейман I от 1564 г., с която се нарежда решително противодействие спрямо непокорните българи. В нея е записано: „Давуд яябашия, преди дошъл там за събиране на деца за еничари, е взел 7 души момчета от село Меке, завел ги на агата и след като ги приобщил (към исляма), изпратил ги за Цариград и сменил дрехите им. Някои поданици немохамедани, роднини на поменатите, съпроводили момчетата и отново ги отвели в казаното село, въвели ги в църква и по лъжлив обред ги приобщили ([към християнството). Заповядвам… да заловиш поменатите момчета и неверниците (техни роднини), които са ги подвели, и всички да изпратиш в императорския ми двор, да вземеш мерки, за да не пуснеш да се отлъчат (пак).“
Показателно е, че през същата 1564 г., едновременно с горните събития се разразява и Мариовско-Прилепската буна. Причина е преднамерено пристрастната присъда на прилепския кадийски съд при решаването на спор на селяни с турски управител. Бунтът на българите започва в Мариовско се пренася и обхваща Прилепско и самия крепостен град Прилеп и с много труд е потушен от властите. Той остава в историята на българските борби срещу османците като Селски бунт (въстание) в Прилепско 1564 г.

### Нападение в с. Брезище
За ужасите, преживявани от фактически отвлечените в робство невръстни български деца, за да бъдат превърнати в пушечно месо за отоманите и в бич за собствения си народ, посланикът на император Фердинанд I в Цариград Антун Вранчич свидетелства, че по пътя си към османската столица в 1563 г. срещнал еничарски керван с току-що събрани християнски деца, които били “оковани във вериги и високо окайвали тежката си орис.“
В 1566 г. е документирано как българите жители на село Брезище (днес Брезово, община Демир Хисар, Крушевско) между Охрид и Битоля се бунтуват, организират се, въоръжават се и нападат в селото си еничарския керван с децата, отнети като кръвен данък, който трябвало да пренощува в селото, за да си ги вземат обратно.

### Въстание в гр. Негуш
B 1705 година избухва бунт на българите и останалите християни от областта на Бер и Негуш в Егейска Македония, с център градчето Негуш западно от Солун. През март за събиране на кръвния данък в него влиза еничарски отряд, на който е поставена задача да отбере и отведе 50 християнски момчета от подвластното население. Когато еничарите поискали от християните да предадат за кръвен данък момчета, населението не просто отказва, а се събира на площада около въоръжените еничари с викове: „Няма да предадем синовете си на мюсюлманите", вдига се на бунт, напада и разгромява отряда им и убива командващия ги офицер. След тази победа веднага е формирана силна чета от 100 души, която заема позиции извън града, за да го брани от нападение откъм околните мюсюлмански села. Скоро бунтовниците минават в контранастъпление и атакуват турските села наоколо.
Бунтът продължава цели 4 месеца и всички опити на чуждоверската власт да го потуши са провалени от непоколебимостта и единството на негушани. Накрая начело на турските сили в района от Цариград е пратен специален командващ и след дълги и ожесточени сражения и преследване въстаниците са победени и бунтът е удавен в кръв. Водачите му Зизи Кара Димо и синовете му Васил и Димитър са обесени публично, но напрежението не стихва. Бунтът продължава от март до 21 юни 1705 г. и така стряска турската власт, че и след потушаването му въобще не посмява да опита да събере предвидения кръвен данък.

## Последвали събития
След бунта в Негуш османската власт е сериозно уплашена и 1705 година става последната документирана, в която насилствено са събирани български деца за кръвен данък и потурчване. Няма обаче сведения тогава кръвният данък да е забранен, а потурчванията на български момчета и момичета продължават до самото Освобождение на България от османска власт. Пример за това са и потреслите цяла Европа Солунски убийства 1876 г.

## Петльовден
От кръвния данък е останал в българските земи празникът на момчетата Петльов ден.
Легендата гласи, че за да спаси детето си, майка заклала петел и с кръвта му напръскала пруста, портата и оградата пред дома си. Когато еничарите пристигнали, видели кървавите следи и решили, че преди тях вече е минала друга потеря и подминали тази къща.